# Machilinus
Machilinus es un género de insectos en la familia Meinertellidae. Existen unas 17 especies descriptas en Machilinus.

## Especies
Las siguientes 17 especies pertenecen al género Machilinus:
- Machilinus aurantiacus (Schött, 1897) i c g b
- Machilinus balearicus Notario, Gaju, Bach & Molero, 1997 g
- Machilinus bejarensis Bach, 1971 g
- Machilinus botellai Gaju, Bach & Molero, 1992 g
- Machilinus casasecai Bach, 1974 g
- Machilinus costai Notario, Bach & Gaju, 2000 g
- Machilinus gadeai Bach & Gaju, 1989 g
- Machilinus gredosi Bach, 1971 g
- Machilinus helicopalpus Janetschek, 1954 g
- Machilinus kleinenbergi (Giardina, 1900) g
- Machilinus portosantensis Mendes, 1981 g
- Machilinus rocai Bach, 1975 g
- Machilinus rosaliae Mendes, 1977 g
- Machilinus rupestris (Lucas, 1846) g
- Machilinus spinifrontis Bach, 1984 g
- Machilinus spinosus Bitsch, 1968 g
- Machilinus valencianicus Mendes & Bach, 1981 g

Fuentes de datos: i = ITIS, c = Catalogue of Life, g = GBIF, b = Bugguide.net